# Loxophlebia crusmatica
Loxophlebia crusmatica là một loài bướm đêm thuộc phân họ Arctiinae, họ Erebidae.